# Nikola Milenković
Nikola Milenković (født 12. oktober 1997 i Beograd, Jugoslavien) er en serbisk professionel fodboldspiller, som spiller for Serie A-klubben Fiorentina og Serbiens landshold.

## Klubkarriere
Han har tidligere repræsenteret blandt andet FK Partizan i hjemlandet, som han vandt det serbiske mesterskab med i 2017. Fiorentina betalte ca. 5 millioner euro for ham i Partizan samme år.

## Landsholdskarriere
Milenković debuterede for Serbiens landshold 29. september 2016 i en venskabskamp mod Qatar. Han var en del af den serbiske trup til VM 2018 i Rusland.